# Agelanthus terminaliae
Agelanthus terminaliae är en tvåhjärtbladig växtart som först beskrevs av Engl. & Gilg, och fick sitt nu gällande namn av R.M. Polhill & D. Wiens. Agelanthus terminaliae ingår i släktet Agelanthus och familjen Loranthaceae. Inga underarter finns listade i Catalogue of Life.